# Synlestes weyersii
Synlestes weyersii là loài chuồn chuồn trong họ Synlestidae. Loài này được Selys mô tả khoa học đầu tiên năm 1868.